# 安德烈·卡耶
安德烈·德·卡耶·德·瑟纳尔蓬（法語：André de Cayeux de Senarpont，1907年12月24日—1986年12月27日），又名安德烈·卡耶（André Cailleux），是一位法国古生物学家暨地质学家。
他于1907年12月24日出生在巴黎，1942年获得了博士学位，他曾在巴黎索邦大学教授地质学，是一名冰川和冰缘形态专家。1986年12月27日在巴黎东南部郊区圣莫沟去世。

### 英文译本
- 《地球解剖》，纽约，希尔教育出版社，1968年，穆迪·斯图亚特翻译. ISBN 0-07-016223-9.
- 《三十亿年的寿命》，斯坦和戴出版公司，纽约，1968年，乔伊斯·E ·克勒莫翻译. ISBN 0-8128-1349-9.

## 奖项与荣誉
- 魁北克第四纪研究协会颁发的安德烈·卡耶奖。
- 月球上以他的名字命名的卡耶环形山。